# Океан небес
«Океан небес» (также «Небеса океана»; кит. упр. 海洋天堂, пиньинь Hǎiyáng Tiāntáng, англ. Ocean Heaven) — драма режиссёра Сюэ Сяолу (кит. упр. 薛晓路, пиньинь Xuē Xiǎolù) с Джетом Ли в главной роли.
Выход фильма был анонсирован на весну 2010 года, но фактически премьера состоялась 24 июня 2010 года.

## Сюжет
По данным американских центров по борьбе с заболеваниями один человек из 110 рождается с диагнозом аутизм. То есть в Китае проживает свыше 4 миллионов людей, страдающих аутизмом. Дафу (Вэнь Чжан кит. упр. 文章, пиньинь Wén Zhāng) — один из них: он рассеян, повторяет чужие слова, плавает с удивительной лёгкостью, поддерживает в своём доме абсолютный порядок и, возможно, не полностью осознаёт, что его мать умерла несколько лет назад. Работающий в аквариуме Сэм Вонг (Джет Ли) заботится о своём 21-летнем сыне. Благодаря великодушным соседям и их помощи эти двое счастливо живут вместе. Тем не менее, отец прекрасно понимает, что в конце концов ему придётся уйти из мира, оставив сына в одиночестве, и этот день настанет раньше, чем все готовы в это поверить.
Этот фильм — ода отцу, который полон решимости найти жильё для своего сына, пока ещё не слишком поздно. В ходе этого процесса мальчик достигает той степени независимости, которая необходима обоим, чтобы двигаться дальше.

## Песни
- «Прощались» (說了再見) — Джей Чоу
- «Небеса Океана» (海洋天堂) — Гуй Луньмэй

## Интересные факты
- Джет Ли фактически ничего не заработал на съёмках этого фильма.
- Это первый фильм, в котором Джет Ли снялся не как мастер восточных единоборств[1].